# Nagy Károly (labdarúgó, 1936)
Nagy Károly (1936 – 2015. október 28. előtt) magyar bajnok labdarúgó, csatár.

## Pályafutása
1957 és 1961 között az Újpesti Dózsa csapatában játszott, mint jobbszélső. Tagja volt az 1959–60-as idényben bajnokságot nyert csapatnak. Összesen 65 bajnoki mérkőzésen lépett pályára és nyolc gólt szerzett.

## Sikerei, díjai
- Magyar bajnokság
  - bajnok: 1959–60
  - 2.: 1960–61
  - 3.: 1957-tavasz